# Bergen op Zoom (Suriname)
Bergen op Zoom is een voormalige houtplantage in het district Commewijne in Suriname. De plaats ligt aan de oostelijke oever van de Surinamerivier. De plantage had een oppervlakte van 341 akkers.
Er bestaat nog een tweede (verlaten) plantage met deze naam, deze ligt aan de Marechalskreek. Ter onderscheid werd de verlaten plantage aan de Surinamerivier ook wel aangeduid met Nieuw-Bergen op Zoom.